# Juan IV de Beaumont
Juan IV de Beaumont, llamado le Déramé, señor de Clichy y de Courcelles-la-Garenne, fue nombrado gobernador de Artois y, sucediendo a Miles de Noyers, mariscal de Francia en 1315.
Se distinguió en la guerra de Flandes en 1317 y 1318.
Murió en Saint-Omer en julio de 1318.

## Blasón
| Figura | Blasón                   |
|        | Jironado de oro y gules. |